# Fionnay

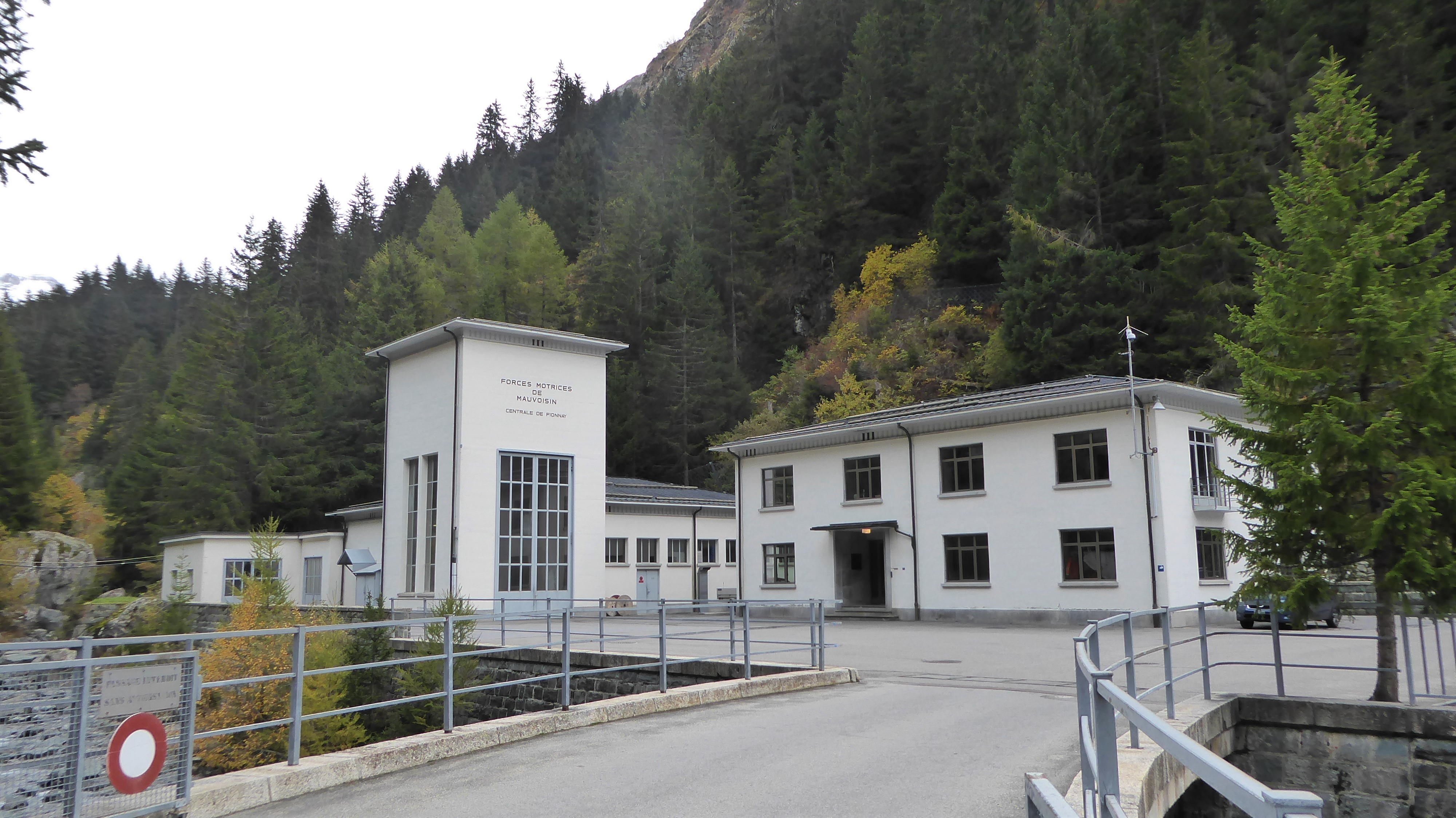
Kraftwerk Forces Motrices de Mauvoisin in Fionnay

Fionnay ist eine Ortschaft in der politischen Gemeinde Val de Bagnes im Schweizer Kanton Wallis. 

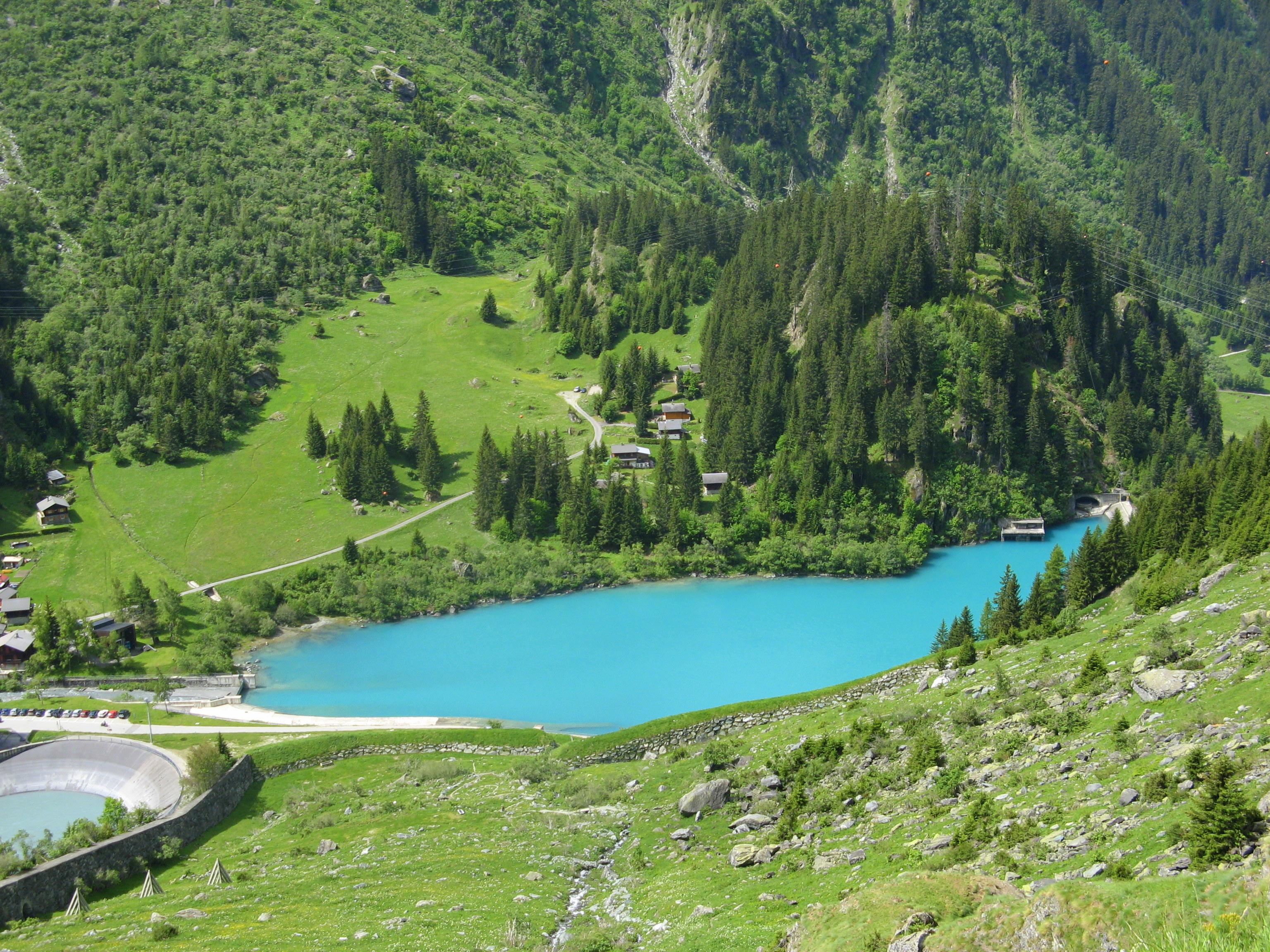
Lac de Fionnay

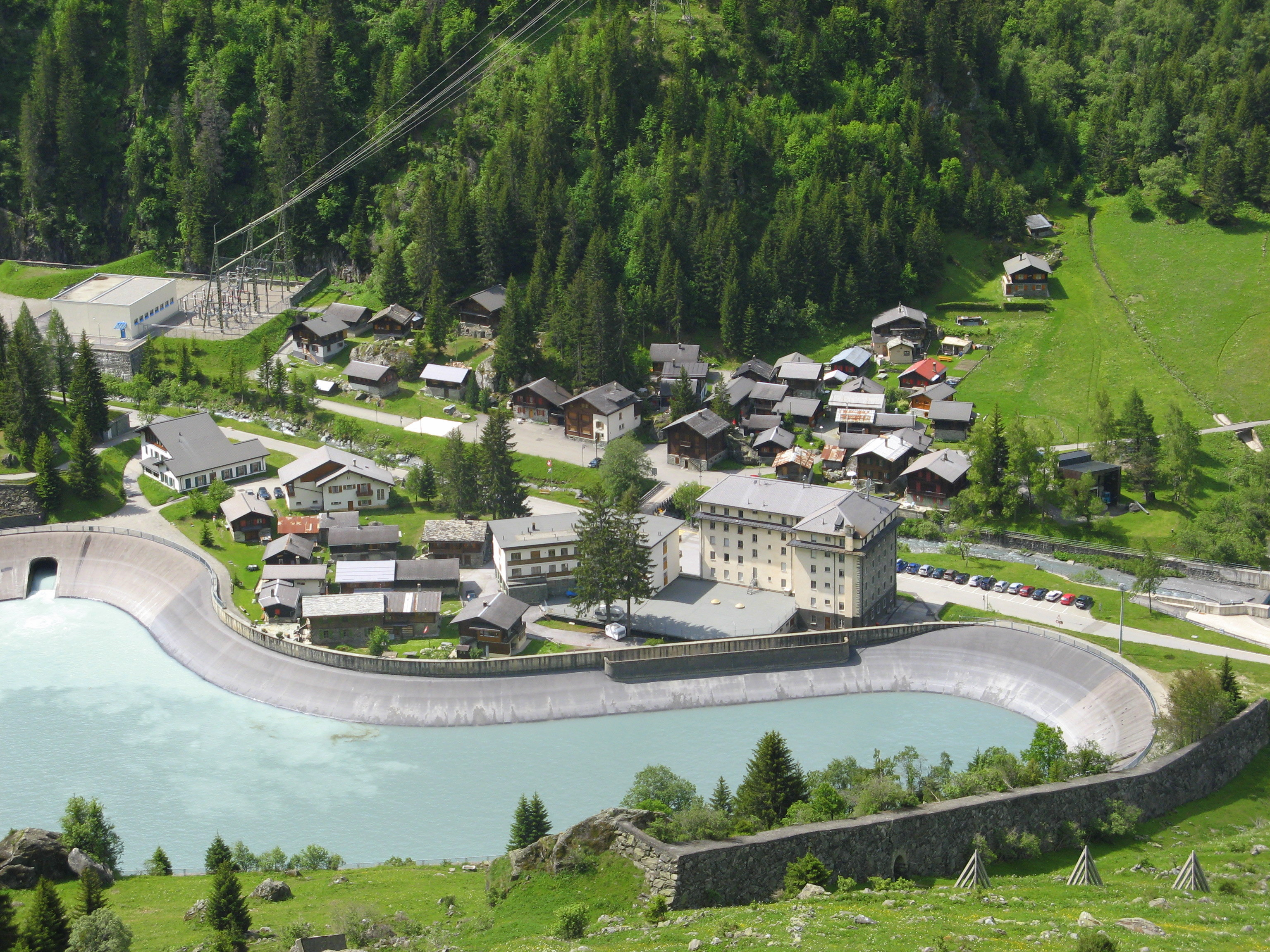
Fionnay mit Ausgleichsbecken des Kraftwerks

## Geographie
Fionnay ist die letzte bedeutende Siedlung im Val de Bagnes und liegt unterhalb des Corbassièregletschers und des Grand Combin auf einer Höhe von 1492 Meter über Meer. Fionnay war bis 2020 Teil der ehemaligen politischen Gemeinde Bagnes.
Fionnay wird im öffentlichen Verkehr mit einer Buslinie der Transports de Martigny et Régions (TMR) erschlossen, die vom Bahnhof Le Châble zum Stausee Mauvoisin führt.

## Geschichte
Mit dem aufkommenden Tourismus entstanden für die englischen Bergsteiger am Ende des 19. Jahrhunderts Hotels. In den 1950er Jahren liessen sich Hunderte von Bauarbeitern der Mauvoisin-Staumauer im Bergdorf nieder. Nach dem Bau des Stausees und insbesondere nach der Automatisierung der beiden Kraftwerke Grande Dixence und Forces Motrices de Mauvoisin wurde es ruhig in Fionnay. Im Jahr 2020 zählte das Dorf noch 30 Einwohner.

## Sehenswürdigkeiten
Die auf einem Felsvorsprung stehende Maria-Himmelfahrt-Kapelle stammt aus dem Jahr 1903. 1953 wurde sie erweitert und 1975 restauriert. Zwei Gemälde aus dem Jahr 1948 mit Maria im Schnee und Sankt Hubertus sind von Albert Chavaz, der der Schule von Savièse angehörte, signiert.
Die Hängebrücke von Corbassière ist 190 Meter lang und rund 70 Meter hoch. Sie ersetzt einen gefährlich gewordenen Weg, der bis 2014 die Gletscherzunge überquerte.

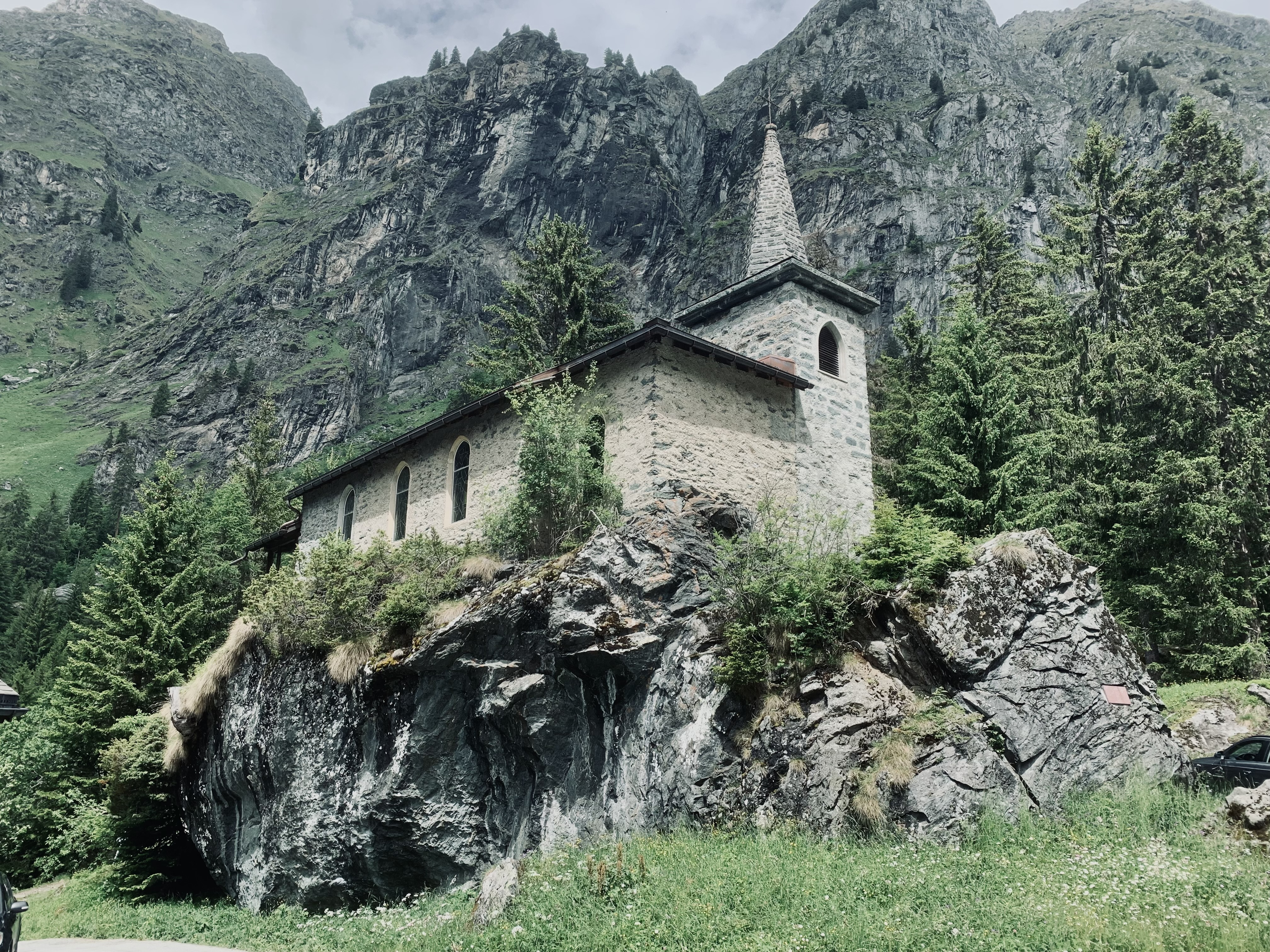
Maria-Himmelfahrt-Kapelle
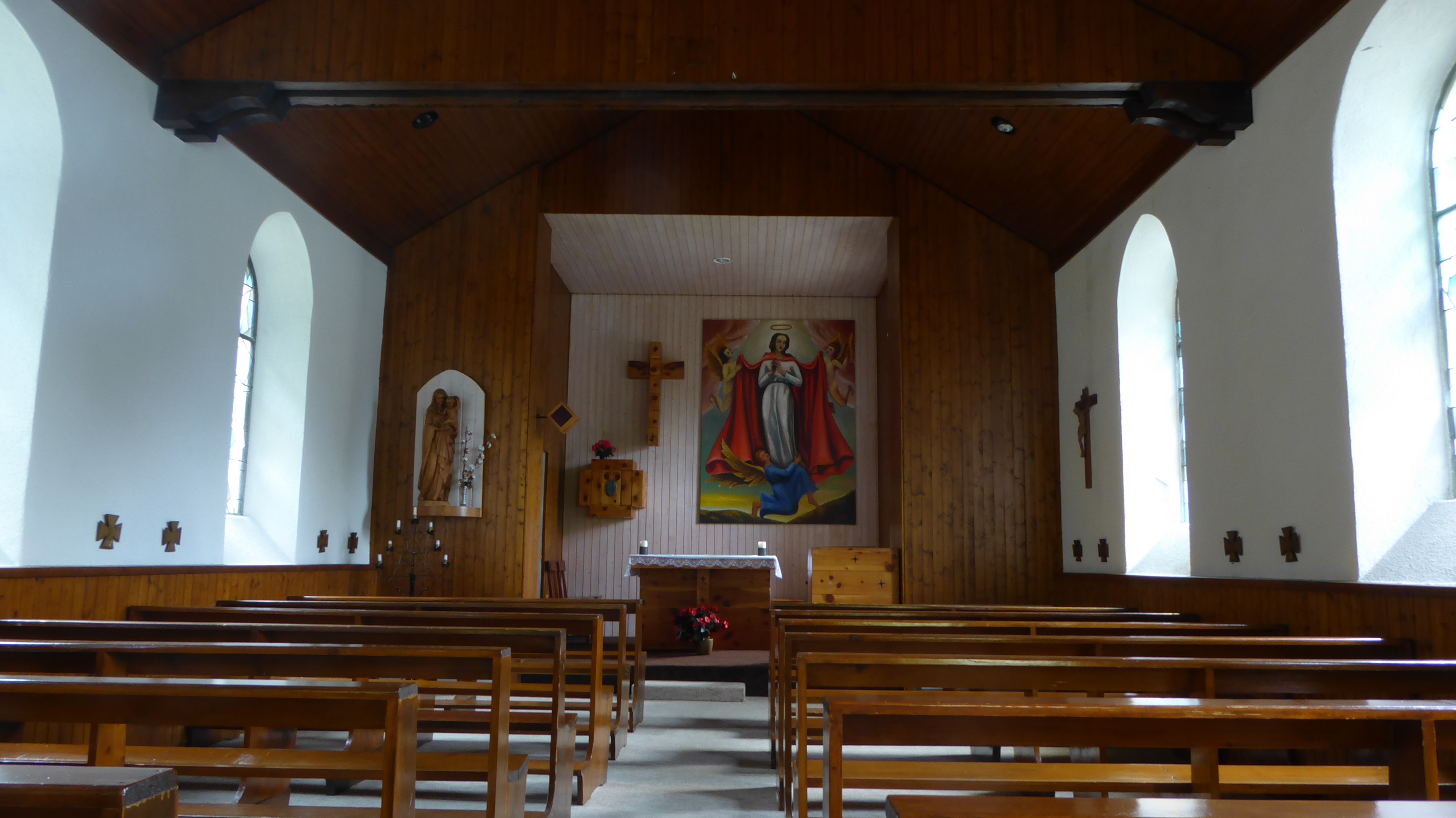
Schiff und Chor der Kapelle
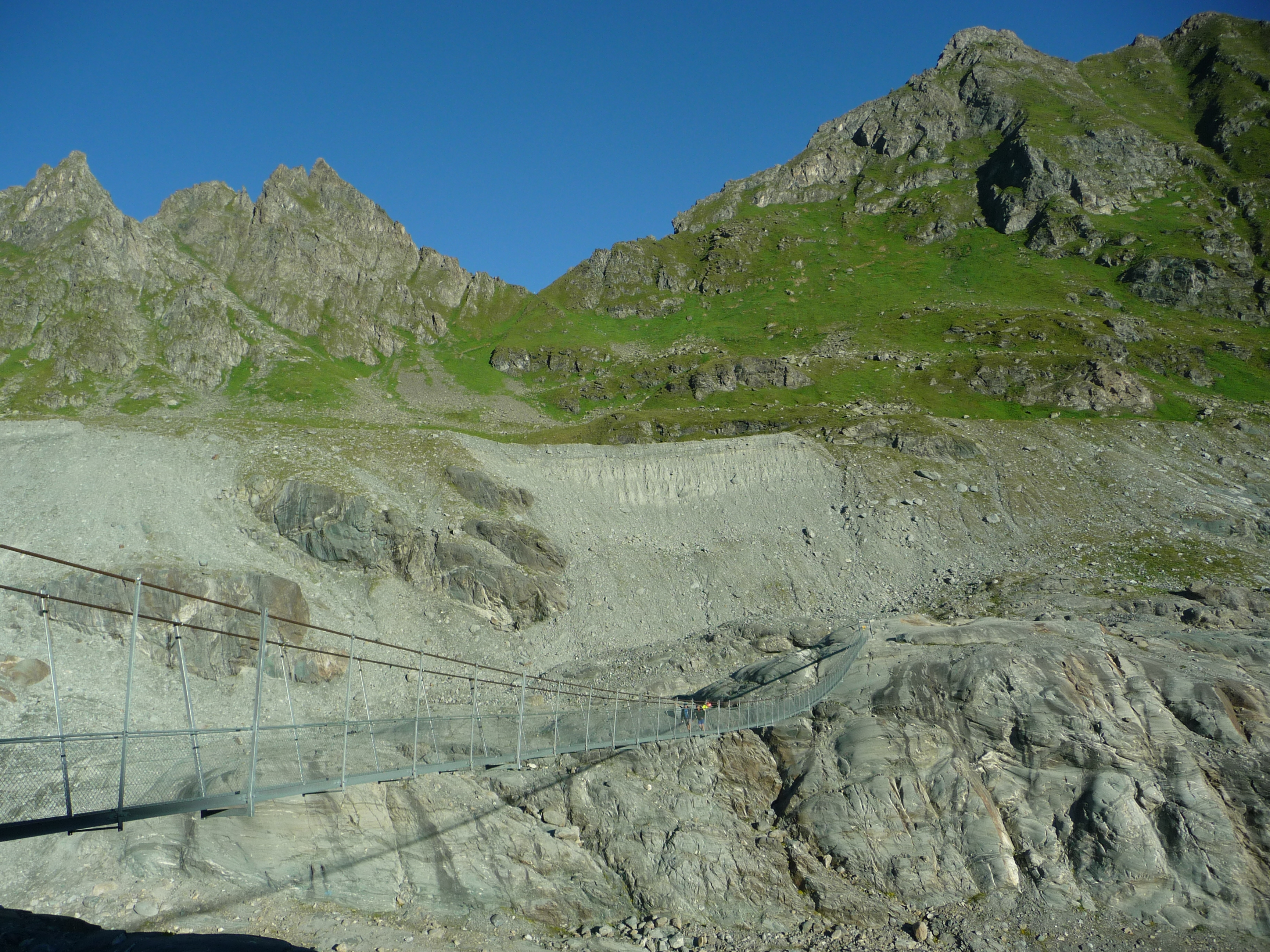
Hängebrücke von Corbassière